# Oscar Rosander
Oscar Rosander est un monteur suédois né le 25 juillet 1901 à Eksjö (Suède) et mort le 7 mai 1971 à Las Palmas de Grande Canarie (Espagne).

## Filmographie
- 1935 : La Nuit de la Saint-Jean
- 1936 : 33.333 (sv) de John Lindlöf (sv)
- 1936 : Intermezzo de Gustaf Molander
- 1936 : Bröllopsresan
- 1936 : Kungen kommer
- 1936 : Äventyret
- 1936 : Familjens hemlighet
- 1937 : Konflikt
- 1937 : Sara lär sig folkvett
- 1937 : O, en så'n natt!
- 1937 : Vi går landsvägen
- 1938 : Två år i varje klass
- 1938 : Blixt och dunder
- 1938 : Bara en trumpetare
- 1938 : Dollar de Gustaf Molander
- 1938 : Styrman Karlssons flammor
- 1938 : Visage de femme (En kvinnas ansikte) de Gustaf Molander
- 1938 : Fram för framgång
- 1938 : Goda vänner och trogna grannar
- 1939 : Gubben kommer
- 1939 : En enda natt
- 1939 : Herr husassistenten
- 1939 : Rena rama sanningen
- 1939 : Gläd dig i din ungdom
- 1939 : Landstormens lilla lotta
- 1939 : Yak le harponneur (Valfångare)
- 1939 : Kadettkamrater
- 1940 : Stål
- 1940 : Lillebror och jag
- 1940 : Juninatten
- 1940 : Kyss henne!
- 1940 : Stora famnen
- 1940 : Snurriga familjen
- 1940 : En, men ett lejon!
- 1940 : Hans nåds testamente
- 1941 : Springpojkar är vi allihopa!
- 1941 : Gentlemannagangstern
- 1941 : Den ljusnande framtid de Gustaf Molander
- 1941 : Göranssons pojke
- 1941 : Le Collège s'amuse (Lärarinna på vift)
- 1941 : Striden går vidare de Gustaf Molander
- 1941 : Fröken Vildkatt
- 1941 : Dunungen
- 1941 : Stackars Ferdinand
- 1942 : Flickan i fönstret mitt emot
- 1942 : Sexlingar
- 1942 : En Trallande jänta
- 1942 : Jacobs stege
- 1942 : Det är min musik
- 1942 : Livet på en pinne
- 1942 : Löjtnantshjärtan
- 1942 : Rid i natt! de Gustaf Molander
- 1942 : Le Chemin du ciel (Himlaspelet) d'Alf Sjöberg
- 1943 : En Vår i vapen
- 1943 : Stora skrällen
- 1943 : Prästen som slog knockout
- 1943 : Katrina
- 1943 : Lille Napoleon
- 1943 : Det brinner en eld
- 1943 : Natt i hamn
- 1943 : Hans majestäts rival
- 1943 : Älskling, jag ger mig
- 1943 : La Parole (Ordet) de Carl Theodor Dreyer
- 1944 : La Chasse royale (Kungajakt) d'Alf Sjöberg
- 1944 : Hans officiella fästmö
- 1944 : Tourments (Hets) d'Alf Sjöberg
- 1944 : Dolly tar chansen
- 1944 : L'Empereur du Portugal (Kejsarn av Portugallien) de Gustaf Molander
- 1945 : Jolanta - den gäckande suggan
- 1945 : Oss tjuvar emellan eller en burk ananas
- 1945 : Hans Majestät får vänta
- 1945 : Vandring med månen
- 1945 : Galgmannen
- 1945 : Sirènes et cols bleus (Blåjackor)
- 1945 : Resan bort
- 1946 : Ballongen
- 1946 : Pengar - en tragikomisk saga
- 1946 : Crise (Kris) d'Ingmar Bergman
- 1946 : Kristin kommenderar
- 1946 : Det är min modell
- 1947 : Un invité va venir (Det kom en gäst) d'Arne Mattsson
- 1947 : Djurgårdskvällar
- 1947 : Stackars lilla Sven
- 1947 : Krigsmans erinran
- 1947 : La Femme sans visage (Kvinna utan ansikte) de Gustaf Molander
- 1947 : Rallare
- 1948 : Jag är med eder...
- 1948 : Nu börjar livet de Gustaf Molander
- 1948 : Ville portuaire (Hamnstad) d'Ingmar Bergman
- 1948 : Intill helvetets portar
- 1948 : En Svensk tiger
- 1948 : Soldat Boum (Soldat Bom)
- 1948 : Sensualité (Eva) de Gustaf Molander
- 1949 : Farlig vår
- 1949 : Greven från gränden
- 1949 : Kvinna i vitt
- 1949 : La Fontaine d'Aréthuse (Törst) d'Ingmar Bergman
- 1949 : Rien qu'une mère (Bara en mor) d'Alf Sjöberg
- 1949 : Pappa Bom
- 1949 : Kärleken segrar
- 1950 : Vers la joie (Till glädje) d'Ingmar Bergman
- 1950 : Medan staden sover de Lars-Eric Kjellgren
- 1950 : Fästmö uthyres
- 1950 : Kvartetten som sprängdes
- 1951 : Biffen och Bananen
- 1951 : Tull-Bom
- 1951 : Skeppare i blåsväder
- 1951 : Jeux d'été (Sommarlek) d'Ingmar Bergman
- 1951 : Elddonet
- 1951 : Frånskild de Gustaf Molander
- 1951 : 91:an Karlssons bravader
- 1952 : Möte med livet
- 1952 : Säg det med blommor
- 1952 : Blondie, Biffen och Bananen
- 1952 : Trots
- 1952 : L'Attente des femmes (Kvinnors väntan) d'Ingmar Bergman
- 1953 : Glasberget
- 1954 : I rök och dans
- 1954 : Seger i mörker
- 1954 : Une leçon d'amour (En Lektion i kärlek) d'Ingmar Bergman
- 1954 : Herr Arnes penningar
- 1954 : Gabrielle
- 1955 : Stampen de Hans Lagerkvist
- 1955 : Våld
- 1955 : Enhörningen
- 1955 : Sourires d'une nuit d'été (Sommarnattens leende) d'Ingmar Bergman
- 1955 : Ljuset från Lund
- 1956 : Egen ingång
- 1956 : Sjunde himlen
- 1956 : Le Dernier Couple qui court (Sista paret ut) d'Alf Sjöberg
- 1956 : Skorpan
- 1956 : Sången om den eldröda blomman
- 1957 : Med glorian på sned
- 1957 : Nattens ljus de Lars-Eric Kjellgren
- 1957 : Far till sol och vår
- 1957 : Sommarnöje sökes
- 1957 : Les Fraises sauvages (Smultronstället) d'Ingmar Bergman
- 1958 : Village au bord du fleuve (Dorp aan de rivier) de Fons Rademakers
- 1958 : Bock i örtagård
- 1958 : Lek på regnbågen de Lars-Eric Kjellgren
- 1958 : Jazzgossen
- 1958 : Le Visage (Ansiktet) d'Ingmar Bergman
- 1959 : Bara en kypare
- 1959 : Sköna Susanna och gubbarna
- 1960 : La Source (Jungfrukällan) d'Ingmar Bergman
- 1960 : Mälarpirater de Per G. Holmgren
- 1960 : L'Œil du diable (Djävulens öga) d'Ingmar Bergman
- 1960 : På en bänk i en park de Hasse Ekman
- 1961 : Karneval (sv) de Lennart Olsson
- 1961 : Two Living, One Dead d'Anthony Asquith
- 1961 : Eventyr på Mallorca de Ole Berggreen